# Villaobispo de Otero
Villaobispo de Otero – gmina w Hiszpanii, w prowincji León, w Kastylii i León, o powierzchni 31,79 km². W 2011 roku gmina liczyła 653 mieszkańców.